# Reinhart Dozy
Reinhart Pieter Anne Dozy (né à Leyde le 21 février 1820, mort à Leyde le 29 avril 1883) est un orientaliste néerlandais.
Issu d'une famille d'origine huguenote, il acquit de vastes connaissances linguistiques et se spécialisa dans l'étude de l'Espagne musulmane. Son principal disciple fut l'orientaliste néerlandais d'expression allemande Michael Jan de Goeje.

## Œuvres principales
Il publia, en français, plusieurs œuvres de référence dont une Histoire des musulmans d'Espagne qui relate l'histoire d'al-Andalus puis un Supplément aux dictionnaires arabes qui est consacré aux termes et expressions, notamment de l'Espagne musulmane, qui ne figurent pas dans les dictionnaires arabes classiques.

### Essais
- Reinhart Pieter Anne Dozy, Histoire des musulmans d’Espagne : jusqu’à la conquête de l’Andalousie par les Almoravides (711-1110), vol. 1, Leyde, Brill, 1861 (lire en ligne)
- Reinhart Pieter Anne Dozy, Histoire des Musulmans d’Espagne : jusqu’à la conquête de l’Andalousie par les Almoravides (711-1110), vol. 2, Leyde, Brill, 1861 (lire en ligne)
- Reinhart Pieter Anne Dozy, Histoire des Musulmans d’Espagne : jusqu’à la conquête de l’Andalousie par les Almoravides (711-1110), vol. 3, Leyde, Brill, 1861 (lire en ligne)
- Reinhart Pieter Anne Dozy, Histoire des Musulmans d’Espagne : jusqu’à la conquête de l’Andalousie par les Almoravides (711-1110), vol. 4, Leyde, Brill, 1861 (lire en ligne)
- Reinhart Pieter Anne Dozy, Le Cid, d'après de nouveaux documents (Western books, The Middle East from the rise of Islam), Leyde, Brill, 1860 (lire en ligne)
- Reinhart Pieter Anne Dozy, Dictionnaire détaillé des noms des vêtements chez les Arabes, J. Müller, 1845 (lire en ligne)
- Reinhart Pieter Anne Dozy, Recherches sur l'histoire et la littérature de l'Espagne pendant le moyen âge, vol. 1, Leyde, Brill, 1860 (lire en ligne)
- Reinhart Pieter Anne Dozy Supplément aux dictionnaires arabes, Brill, Leyde, 1881 ; Librairie du Liban, Beyrouth, 1991.
- Le dernier émir de Séville (morceaux choisis de l'Histoire des musulmans d'Espagne), Milelli, Crespières, 2009.

### Traductions
- Idrīsī (trad. Reinhart Pieter Anne Dozy, Michael Jan de Goeje), Description de l'Afrique et de l'Espagne, Leyde, Brill, 1866 (lire en ligne)
- Aḥmad ibn Muḥammad Maqqarī (trad. Reinhart Pieter Anne Dozy), Analectes sur l'histoire et la littérature des Arabes d'Espagne, vol. 1, Leyde, Brill, 1855 (lire en ligne), partie 1